# باهاشا (فلم)
باهاشا (بالإنجليزية: Bahasha) هو فيلم دراما تنزاني صدر سنة 2018، ويتحدث عن مُوظف عام يسعى للانعتاق من قضية فساد تورط فيها. رُشح الفيلم لنيل جائزة الأكاديمية الأفريقية للأفلام لأفضل فيلم بلغة أفريقية في حفل توزيع جوائز الأكاديمية الأفريقية للأفلام الخامس عشر سنة 2018.

## القصة
اضطر كيتاسا للتخلي عن حلمه في أن يصبح لاعب كرة قدم محترف بسبب إصابة تعرض لها. انتُخب من قبل مجتمعه كمُوظف عام ولكنه سرعان ما ينخرط في نشاط فاسد يُخيب أمله ومن حوله. يُوضح الفيلم كيف يتعامل مع عواقب أفعاله وكفاحه من أجل تخليص نفسه من الورطة التي تورط فيها.

## طاقم التمثيل
- أيوب بومبوي في دور كيتاسا.
- كاثرين كريدو في دور هداية.
- غودليفير غورديان في دور زوادي.

## روابط خارجية
مقالات تستعمل روابط فنية بلا صلة مع ويكي بيانات